# Aeroporto Internacional Marechal Rondon
Luchthaven Marechal Rondon is de luchthaven van Cuiabá, Brazilië, gelegen in de naburige gemeente Várzea Grande. Hij is vernoemd naar Cândido Rondon (1865–1958), een Braziliaanse militair, ingenieur en avonturier.
De luchthaven wordt uitgebaat door Infraero.

## Historie
Luchthaven Marechal Rondon werd geopend in 1956, maar beschikte pas in 1964 over een passagiersterminal.
Infraero werd de uitbater van de luchthaven in 1975 en in 1996 kreeg de luchthaven zijn internationale status.
De eerste fase van de bouw van een nieuwe passagiersterminal werd gereed op 30 juni 2006. De tweede fase omvat het slopen van de oude terminal en de uitbreiding van de nieuwe terminal op dezelfde plek.
Op 31 August 2009 onthulde Infraero een investeringsplan ter waarde van BRL30,9 miljoen (USD16,3 miljoen; EUR11,4 miljoen) voor het opwaarderen van de luchthaven ter voorbereiding op het Wereldkampioenschap voetbal 2014 dat in Brazilië wordt gehouden, en waarbij Cuiabá een van de speelsteden is. De investering werd gebruikt om de passagiersterminal te renoveren en de toegang tot het vliegveld te verbeteren. De beoogde afronding van dit project was oktober 2012.

## Ongelukken en incidenten
- 7 december 1960: een Curtiss C-46A-60-CK Commando van Real met registratie PP-AKF, eigendom van Transportes Aéreos Nacional, die vlucht 570 van Cuiabá naar Manaus-Ponta Pelada uitvoerde, crashte in de Serra do Cachimbo. Motor no.2 begaf het tijdens de vlucht. Er werd hoogte verloren en de piloot dumpte een deel van de vracht, maar het vliegtuig bleef hooget verliezen. Het crashte en vloog in brand. 15 inzittenden kwamen hierbij om het leven.[2][3]
- 12 augustus 1965: een Curtiss C-46A-50-CU Commando van Paraense met registratie PP-BTH onderweg naar Cuiabá vloog in brand en crashte bij Buracão, in de buurt van Barra do Bugre, in de staat Mato Grosso. Alle 13 inzittenden kwamen hierbij om het leven.[4]
- 30 maart 1980: een Britten Norman BN-2A-9 Islander van VOTEC met registratie PT-JSC overtrok en crashte bij het opstijgen vanaf Cuiabá. Alle 9 inzittenden kwamen hierbij om het leven.[5]
- 23 juni 1985: een Embraer EMB 110 Bandeirante van TABA met registratie PT-GJN onderweg van Juara naar Cuiabá, ondervond technische problemen met motor nummer 1 tijdens het landen op Cuiabá. Men probeerde een noodlanding te maken, maar het vliegtuig overtrok en crashte op 1 kilometer van de landingsbaan. Alle 17 inzittenden kwamen hierbij om het leven.[6][7]

## Bereikbaarheid
De luchthaven bevindt zich op 10 kilometer van het centrum van Cuiabá.